# Seconda guerra matabele
La seconda guerra matabele, nota anche come rivolta dei Matabele e, in Zimbabwe, come Prima Chimurenga ("Lotta Rivoluzionaria"), fu combattuta tra il 1896 e il 1897 nel paese oggi noto come Zimbabwe. Vide schierarsi la Compagnia Britannica del Sudafrica (altrimenti detta BSAC) contro il popolo Ndebele (oppure Matabele).

## Antefatto
Nel marzo 1896 il popolo Ndebele si ribellò contro l'autorità della British South Africa Company dando vita a quella che oggi viene celebrata in Zimbabwe come Prima Chimurenga. Mlimo, il capo spirituale dei Ndebele, viene accreditato come responsabile di aver fomentato gran parte della rabbia che portò a questo conflitto. Egli convinse i Ndebele e gli Shona che i coloni (quasi 4 000 in quel momento) erano responsabili della siccità, dell'invasione di locuste e della peste bovina che devastavano il paese.
L'appello di Mlimo alla guerra era stato ben calcolato. Soltanto qualche mese prima, l'Amministratore Generale della British South Africa Company per il Matabeleland, Leander Starr Jameson, aveva spedito gran parte delle proprie truppe e dei suoi armamenti a combattere nella Repubblica del Transvaal in quello che divenne poi noto come il disastroso Raid di Jameson. Questo aveva lasciato il paese praticamente sguarnito di truppe. Gli Inglesi inviarono immediatamente truppe per soffocare la rivolta dei Ndebele e degli Shona, ma ciò costò numerose vite dei coloni, dei Ndebele e degli Shona: occorsero mesi prima che le forze inglesi potessero rafforzarsi tanto da rompere l'assedio e difendere i principali insediamenti, sicché la guerra durò fino all'ottobre del 1897.

## La Guerra in Matabeleland

### La Rivolta
Mlimo pianificò di attendere fino alla notte del 29 marzo 1897, prima luna piena, per prendere Bulawayo di sorpresa, immediatamente dopo la cerimonia chiamata Grande Danza. Egli promise, attraverso i suoi sacerdoti, che se i Ndebele fossero andati in guerra, le pallottole dei coloni si sarebbero mutate in acqua e i proiettili dei loro cannoni in uova. Il suo piano era di uccidere tutti i coloni di Bulawayo in primo luogo, ma non di distruggere la città perché sarebbe servita ancora come kraal (accampamento) reale per il nuovo re reincarnato Lobengula. Mlimo decretò che i coloni avrebbero dovuto essere attaccati e cacciati dal paese attraverso il Passo Mangwe, sul margine occidentale delle Colline Matobo, il quale avrebbe dovuto essere lasciato aperto e incustodito per questa ragione. Scacciati i coloni da Bulawayo, i guerrieri Ndebele e Shona si sarebbero diretti verso l'aperta campagna, inseguendo i coloni fino ad ucciderli o a farli fuggire tutti.
Ma parecchi giovani Ndebele erano impazienti di andare in guerra e la rivolta scoppiò prematuramente. Il 20 marzo 1896, i ribelli Ndebele spararono a un agente di polizia indigena e lo accoltellarono. Nei giorni successivi, furono uccisi altri coloni e cercatori isolati. Frederick Selous, il famoso cacciatore, aveva appreso di notizie riguardanti coloni che venivano uccisi fuori città ma pensò che si trattasse di un problema isolato. Quando Selous apprese la notizia del poliziotto ucciso il 23 marzo 1896, capì che i Ndebele avevano dato inizio ad una rivolta in grande stile.
Circa 2 000 guerrieri Ndebele diedero inizio alla rivolta il 24 marzo 1896. Molti, anche se non tutti, i giovani poliziotti indigeni disertarono per unirsi ai ribelli. Armati di carabine Martini-Henry, fucili Winchester a ripetizione, e fucili Lee-Metford, oltre che di vecchie e obsolete zagaglie, knobkerry, e asce, i Ndebele si diressero in aperta campagna. Man mano che le notizie della massiccia rivolta si diffondevano, e gli Shona si univano alla lotta, i coloni cominciarono a dirigersi verso Bulawayo. Nel giro di una settimana, 141 coloni erano stati uccisi in Matabeleland, altri 103 erano stati assassinati in Mashonaland, e centinaia di case, fattorie e miniere erano state date alle fiamme.

### Assedio di Bulawayo

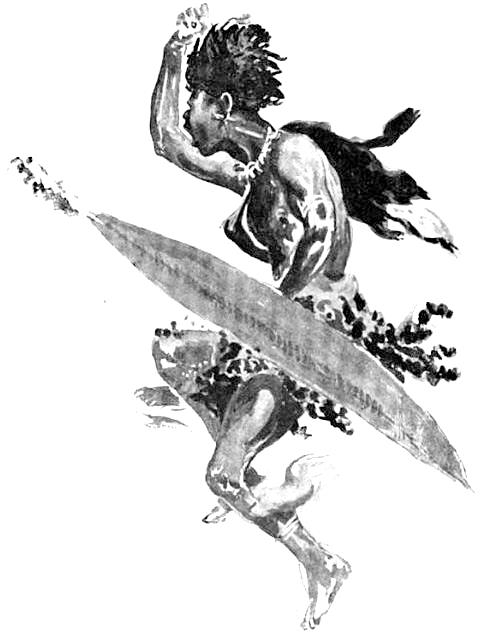
Guerriero Ndebele. Disegno di Robert Baden-Powell.

Con poche truppe a loro difesa, i coloni rapidamente edificarono da soli un laager, costituito da carri riempiti di sacchi di sabbia al centro di Bulawayo. Alle difese di Bulawayo si provvide anche con del filo spinato. Alcune fascine inzuppate d'olio vennero posizionate in punti strategici in caso di attacchi notturni. Gelatina esplosiva venne rinchiusa in costruzioni isolate al di là del perimetro difensivo in modo da farla esplodere in caso il nemico le avesse occupate. Davanti ai carri vennero sparsi cocci di bottiglia. Tranne alcuni fucili da caccia, a Bulawayo c'erano poche armi. Fortunatamente per i coloni, c'erano alcuni pezzi di artiglieria funzionanti e un piccolo assortimento di mitragliatrici.
Piuttosto che attendere passivamente, i coloni organizzarono immediatamente delle pattuglie a cavallo, chiamate Bulawayo Field Force, al comando di personaggi come Selous e Frederick Russell Burnham; queste pattuglie andavano a salvare i coloni sopravvissuti all'aperto e attaccavano i Ndebele. Selous organizzò una pattuglia di 40 uomini per esplorare la zona a sud delle Matobo Hills. Maurice Gifford, anche lui con 40 uomini, si diresse a est lungo il fiume Iniza. Ogni qualvolta venivano trovati dei coloni, venivano rapidamente caricati sui carri e scortati fino a Bulawayo. Nella sola prima settimana di combattimenti, 20 uomini della Bulawayo Field Force vennero uccisi e altri 80 feriti.

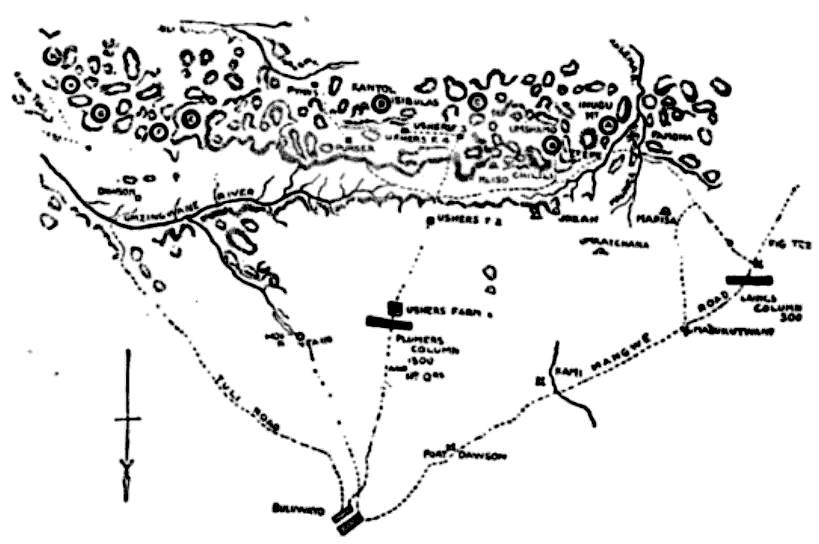
Pianta di Bulawayo-Matobo Hills, disegno di Robert Baden-Powell

Durante la prima guerra Matabele, i Ndebele avevano provato l'efficacia delle mitragliatrici Maxim dei coloni, per cui durante la seconda non si arrischiarono mai ad attaccare frontalmente Bulawayo anche se il loro numero intorno alla città raggiunse anche i 10 000 guerrieri. Le condizioni all'interno della città, comunque, divennero presto insostenibili. Durante il giorno i coloni potevano recarsi nelle case e negli edifici all'interno della città, ma la notte erano costretti a cercare riparo nel più piccolo laager. Quasi 1000, tra donne e bambini, si affollarono in città, e i falsi allarmi di attacchi erano comuni. Anche se i Ndebele mantennero l'assedio, ad un certo punto commisero un errore fatale: trascurarono di tagliare i fili del telegrafo che mettevano in comunicazione Bulawayo con Mafeking. Ciò permise alle forze di salvataggio e alla Bulawayo Field Force di avere molte informazioni.
Per rompere l'assedio si organizzarono diverse colonne di soccorso, ma il lungo viaggio attraverso il territorio ostile necessitava di diversi mesi. Alla fine di maggio, le prime due colonne di soccorso apparvero in prossimità di Bulawayo quasi lo stesso giorno ma da direzioni opposte. Cecil Rhodes e il colonnello Beal da Salisbury e Fort Victoria in Mashonaland, situate 450 chilometri a nord; e Lord Grey insieme al Colonnello Plumer (del Reggimento York e Lancaster) da Kimberley e Mafeking, situate a 900 chilometri a sud. Le forze di soccorso meridionali quasi subirono un'imboscata durante l'avvicinamento a Bulawayo, ma Selous scoprì il nascondiglio dei Matabele e le mitragliatrici Maxim delle forze di soccorso respinsero gli attaccanti. Non molto tempo dopo l'arrivo delle forze di soccorso a Bulawayo, il generale Carrington arrivò ad assumere il comando supremo insieme al suo capo di stato maggiore, Colonnello Baden-Powell.
Spezzato l'assedio, all'incirca 50 000 Matabele si ritirarono sulle Matobo Hills vicino Bulawayo. Questa regione divenne la scena di un combattimento feroce tra le pattuglie dei coloni e i Matabele. A giugno, gli Shona mantennero la loro promessa unendosi alla lotta a fianco dei Ndebele. Ma mancando un capo riconosciuto come Mlimo, gli Shona per lo più restavano nelle loro fortificazioni conducendo pochi raid.

## Assassinio di Mlimo

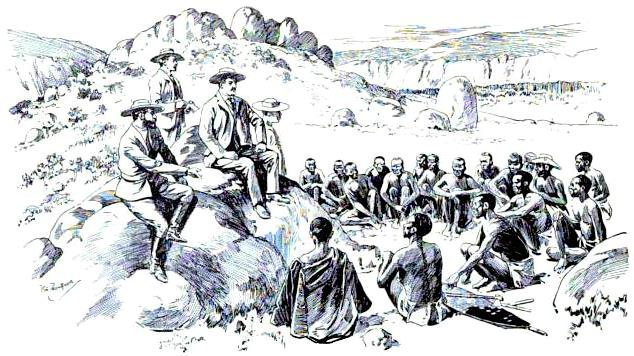
Rhodes fa la pace con gli Ndebele sulle colline Matobo, 1896. Disegno di Robert Baden-Powell.

Il punto di svolta nella guerra avvenne quando un informatore zulu fornì informazioni sulla sorte di Mlimo. Lo scout Burnham e il commissario nativo Bonnar Armstrong vennero spediti per trovare la grotta sacra di Mlimo, usata come un santuario, per catturarlo o ucciderlo. Burnham e Armstrong viaggiarono di notte attraverso le Matobo Hills e si avvicinarono alla sacra grotta. Non lontano dalla grotta vi era un villaggio di circa 100 capanne con molti guerrieri. I due esploratori legarono i cavalli a un cespuglio e strisciarono sul proprio ventre, proteggendo i movimenti lenti e cauti con rami tenuti davanti a loro. Una volta all'interno della grotta, aspettarono fino a che non entrò Mlimo.
Burnham e Armstrong aspettarono finché Mlimo non iniziò la sua danza di immunità, e successivamente Burnham gli sparò appena sotto il cuore. Poi i due esploratori saltarono oltre il cadavere e corsero giù per un sentiero verso i loro cavalli. Centinaia di guerrieri accampati nelle vicinanze iniziarono l'inseguimento. Burnham incendiò il villaggio per distrarli, e i due uomini si affrettarono a tornare a Bulawayo, inseguiti dai guerrieri. Dopo aver appreso della morte di Mlimo, Cecil Rhodes entrò arditamente disarmato nella roccaforte Ndebele e persuase gli impi a deporre le loro armi. La guerra nel Mashonaland continuò comunque per un altro anno.